# Арендал
А́рендал (норв. Arendal. МФА: [²ɑːɳ̍ɖɑːl]о файле) — город и муниципалитет в фюльке Эуст-Агдер, Норвегия, в устье реки Нидэльва. Административный центр фюльке Эустагдер, в составе географического региона Южная Норвегия. Соседние муниципалитеты: Гримстад (на юго-западе), Фроланн (на северо-западе) и Тведестранн (на северо-востоке). Население — 39 826 чел. (2006).

## История

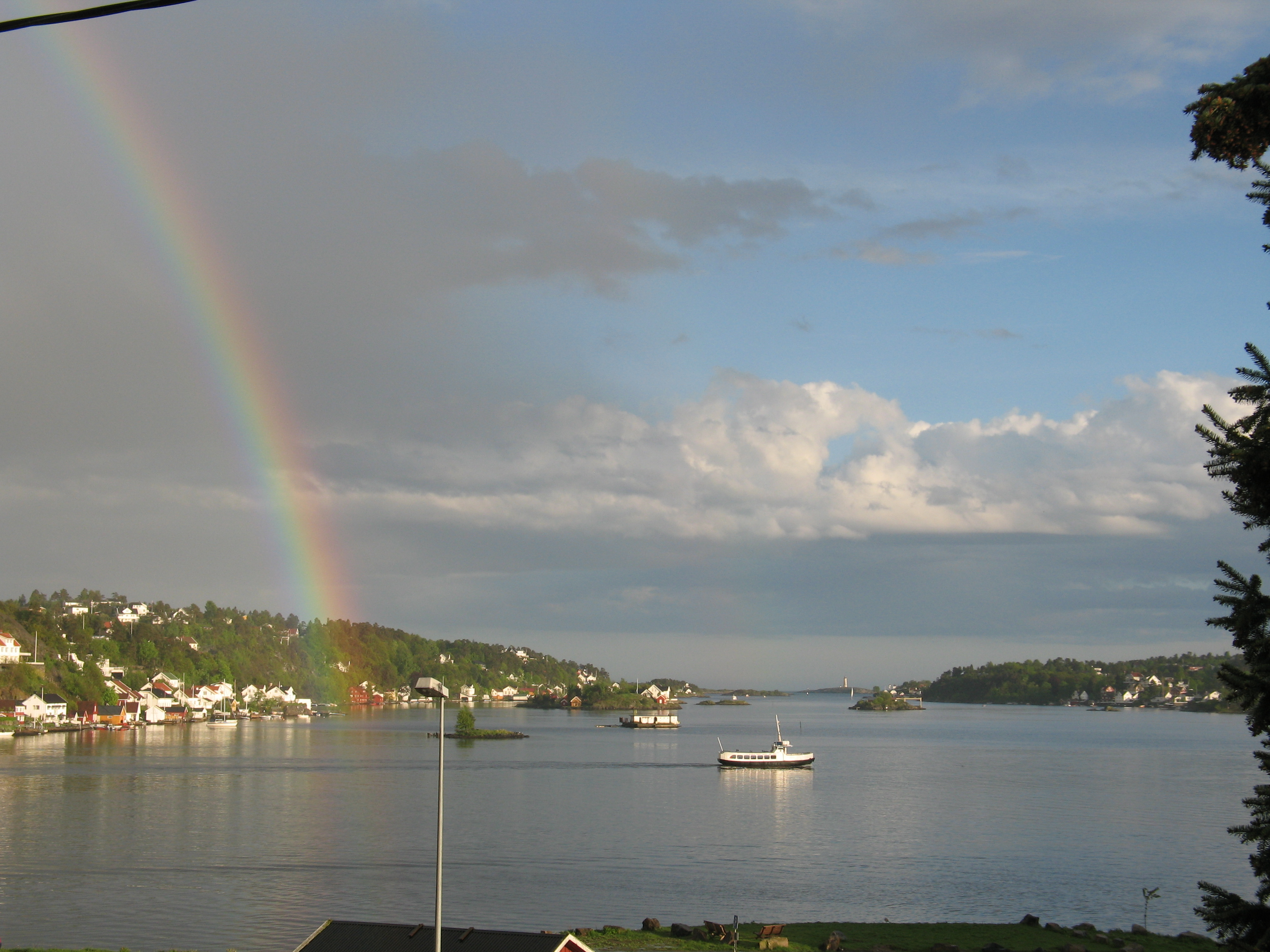
Арендал. Гавань.

Арендал был основан в середине 1500-х годов. В то время у него не было официального статуса города.
Когда Кристиан IV основал Кристиансанд в 1641 году, он пожаловал горожанам монополию на торговлю в Эустагдере и Вестагдере. Такая монополия, которая должна была принести средства в казну Кристиансанда и обеспечить строительство фортификационных сооружений, поставила другие города в сложное положение. Горожане и крестьяне стали протестовать против этого. В результате, в 1622 году Арендал получил королевское разрешение на осуществление деятельности в качестве порта для погрузки древесины, пока не будут найдены средства для передачи этой деятельности Кристиансанду.
С 1723 года Арендал получил привилегии торгового города. Тем не менее окрестные крестьяне, которые по закону должны были продавать свой товар только в Арендале, вывозили свой товар на парусных лодках контрабандой и продавали его в Дании, Прибалтике и Британии.
Так продолжалось до 1735 года, пока Арендал не получил полные городские привилегии. Данные привилегии, плюс монополия Дании на импорт зерна, привели к сильному обнищанию и голоду среди местных крестьян, что стало причиной нескольких восстаний.
Луи Филипп, впоследствии король Франции, ещё герцогом Орлеанским жил в этом городе во время своего путешествия в северные страны, в эпоху Французской революции.
В Арендале на протяжении веков основными занятиями были мореплавание, кораблестроение, торговля лесом, горное дело и чёрная металлургия. Культура и традиции города испытывали сильное влияние от частых контактов с внешним миром. В 1880 году Арендал был крупнейшим портом страны по тоннажу грузов. В конце XIX века Арендал был главным центром кораблестроения, в котором проживали многие зажиточные владельцы судов. В 1939 году город имел четвертый по величине танкерный флот в Норвегии (после Осло, Бергена и Ставангера).

## Промышленность сегодня
Сегодня в городе имеется небольшое производство судов, машиностроение, электронная промышленность, а также здесь расположен один из крупнейших в мире заводов по переработке карбида кремния.

## Города-побратимы
- Савонлинна, Финляндия
- Аурборг, Исландия
- Кальмар, Швеция
- Силькеборг, Исландия
- Мванза, Танзания
- Резекне, Латвия